# کیرستن هایبرگ
کیرستن هایبرگ (انگلیسی: Kirsten Heiberg; ۲۵ آوریل ۱۹۰۷ – ۲ مارس ۱۹۷۶) خواننده و بازیگر اهل نروژ بود که به تغییر تابعیت شهروندی کشور آلمان را به دست آورده بود.
از فیلم‌ها یا برنامه‌های تلویزیونی که وی در آن نقش داشته‌است می‌توان به تایتانیک اشاره کرد.